# Чаплицкий, Юзеф
Юзеф Чаплицкий (пол. Józef Czaplicki; 31 августа 1911, Лодзь — 26 июня 1985, Варшава), он же Изидор Курц (пол. Izydor Kurc (Kurtz)) — польский военный деятель, офицер госбезопасности времён ПНР, высокопоставленный функционер RBP, МОБ, КОБ и СБ.
Член Государственной комиссии безопасности, организатор политических репрессий, активный участник подавления антикоммунистического подполья. Обвинялся в произвольных арестах и применении пыток, уволен в ходе польской десталинизации. Подвергся преследованиям во время антисемитской кампании. Был осуждён за мошенничество, однако амнистирован.

## Начальная биография
Родился в семье еврейского коммерсанта Хенрика Курца и Стефании Курц. При рождении получил имя Изидор Курц. (Детали происхождения не вполне ясны – по некоторым данным, он родился в Вене и его родителей звали иначе, нежели обозначено в документах). С юности примкнул к коммунистическому движению, вступил в Коммунистический союз польской молодёжи и в Коммунистическую партию Польши. Демонстрировал оперативные способности в подполье.
В 1931 был арестован и приговорён к трём годам тюрьмы. На следующий год временно выпущен для лечения с условием возврата в тюрьму, но перебрался в Вольный город Данциг. Нелегально вернулся в Польшу для создания коммунистического подполья. В 1935, с разрешения партийного начальства, добровольно явился в полицию и отбыл оставшийся срок заключения. Освободился в 1937, легально проживал в Варшаве. При немецком вторжении в Польшу и начале войны перебрался в Белосток, переданный советским войскам. Устроился работать ткачом.
После нападения нацистской Германии на СССР в 1941 прослушал курсы НКВД в Горьком. Был отправлен для организации партизанского движения в Брянских лесах. В 1942–1943 воевал в партизанской бригаде под Орлом. В апреле-июле 1944 служил в польском спецбатальоне. Подтвердил свои оперативные навыки, особенно в разведывательно-диверсионной деятельности.
Среди польских коммунистов был известен под кличками Кузын, Михал, Фелек, Юзек, Антось, среди советских партизан – Саша. Принял партизанский псевдоним Юзеф Чаплицкий, с 1953 года ставший его официальным именем.

## Офицер госбезопасности
После создания ПКНО 21 июля 1944 в звании капитана был направлен на службу в Ведомство общественной безопасности (RBP). Служил в ключевом департаменте контрразведки под руководством Романа Ромковского, был одним из ведущих оперативников RBP. С сентября по ноябрь руководил подразделением оперативного контроля над промышленностью. Полностью поддерживал сталинистский режим Болеслава Берута.
С января 1945 ПКНО был преобразован во временное правительство Польши, RBP – в Министерство общественной безопасности (МОБ). 15 января Ю. Чаплицкий возглавил оперативную группу МОБ в Варшаве, считавшуюся «опорным пунктом МГБ в Польше». Занимался ликвидацией антикоммунистических подпольных групп. 10 февраля был назначен начальником контрразведывательного отдела воеводского управления безопасности (WUBP) в Лодзи, далее исполнял обязанности начальника WUBP. С 27 июля заместитель начальника I департамента (контрразведка) в центральном аппарате МОБ. Участвовал в аресте полковника Армии Крайовой (АК) Яна Мазуркевича. Состоял в правящей компартии ПРП, с 1948 – ПОРП.
С января 1946 подполковник Ю. Чаплицкий – начальник VII департамента МОБ; 1 апреля переименован по нумерации в III департамент (борьба с антикоммунистическим вооружённым подпольем). С декабря 1947 по март 1950, в звании полковника, снова заместитель начальника I департамента; с 1 апреля 1953 – снова начальник III департамента. Существует информация о личном участии Чаплицкого в ликвидации повстанческих отрядов, внесудебных убийствах и применении пыток – например, пленных бойцов отряда Адама Куша близ города Томашув-Любельски в августе 1950.
Принадлежал к кругу ведущих функционеров МОБ, определявшему политику в области безопасности, наряду с такими деятелями аппарата, как генерал Р. Ромковский, генерал М. Метковский, полковник Л. Анджеевский,полковник  Ю. Ружаньский, полковник А. Фейгин, полковник Ю. Бристигер. Чаплицкий во главе контрповстанческого департамента и Бристигер во главе департамента по борьбе с антигосударственной деятельностью являлись ключевыми оперативными фигурами МОБ на рубеже 1940–1950-х. В 1946–1948 состоял в Государственной комиссии безопасности под председательством министра национальной обороны Михала Роля-Жимерского. 
Особенно значимой была его роль во главе III департамента, органа борьбы с антикоммунистическим повстанчеством. При его руководящем участии была проведена Операция Цезарь – сложный комплекс дезинформационных, дезинтеграционных и ликвидационных мероприятий, в результате которого была практически уничтожена подпольная структура WiN. Получил в МОБ прозвище Akower – непереводимое буквально, по смыслу  означало «Истребитель АК». Во внутренних раскладах аппарата МОБ и ПОРП относился к «еврейской группе», замкнутой на одного из высших партийно-государственных руководителей Якуба Бермана.
После смерти Сталина в ПНР начались политические изменения. значительно сократился масштаб репрессий, было расформировано МОБ, образован Комитет общественной безопасности (КОБ) в пониженном статусе и с урезанными полномочиями. С января 1955 полковник Ю. Чаплицкий – заместитель начальника, с февраля 1956 – начальник I департамента (разведка). 28 ноября 1956 был упразднён КОБ и создана Служба безопасности ПНР (СБ) в системе МВД, в которой он был назначен заместителем начальника I департамента МВД (разведка).

## Конец карьеры
Польская десталинизация, начатая в октябре 1956 новым партийным руководством во главе с Владиславом Гомулкой, привела к расследованию нарушений соцзаконности беруто-бермановского периода. Ю. Чаплицкий предстал перед партийной комиссией, которая предъявила ему обвинения в произвольных арестах, обысках, избиениях и пытках, применении недозволенных методов провокации в оперативных мероприятиях, присвоении конфискованного имущества и денежных средств. Главными соучастниками Чаплицкого были названы полковник Юзеф Ружаньский и капитан Теодор Дуда. Вскрылись такие факты, как, например, доставка в личный кабинет Ромковского миллиона долларов наличными и трёхсот килограммов золота.
Чаплицкий категорически не признавал своей вины, но комиссия сочла обвинения доказанными. В отличие от Ромковского, Ружаньского и Фейгина, Чаплицкий не был арестован и отдан под суд, но подвергнут жёсткой критике по партийной линии. 31 мая 1957 уволен из МВД.

## Жизнь в отставке
После отставки более не имел отношения к силовым структурам и политической деятельности. Однако сохранявшиеся связи в партийно-государственном аппарате помогли ему вновь получить ответственную должность: в 1958–1967 он занимал должность заместителя главного инспектора Государственной торговой инспекции.
Выход Чаплицкого на пенсию совпал с началом антисемитской кампании 1968 года. Его еврейское происхождение, эмиграция родственников в Израиль, участие дочери в студенческих протестах и последовавший её отъезд в Швецию привлекли внимание СБ. Снова вскрылись данные о противозаконных махинациях: в 1962 году он, как торговый инспектор, выступал платным посредником при освобождении арестованного мошенника. В 1971 он был арестован Следственным бюро МВД, отдан под суд и приговорён к году тюрьмы и штрафу в 100 тысяч злотых. В его отношении была применена амнистия 1969 года (с него взыскали только тысячу злотых судебных издержек). Далее он жил сугубо частной жизнью, никак не реагируя на последовавшие политические события. Умер незадолго до своего 74-летия. Похоронен в Варшаве на Северном муниципальном кладбище.